# Lernanthropus brevicephalus
Lernanthropus brevicephalus is een eenoogkreeftjessoort uit de familie van de Lernanthropidae. De wetenschappelijke naam van de soort is voor het eerst geldig gepubliceerd in 1957 door Rangnekar.